# عمليات الناتو
الناتو أو NATO (/ˈneɪtoʊ/ (إنجليزية: Organisation du traité أو de l'Atlantique Nord (OTAN))‏)، أيضاً يسمى (شمال) تحالف شمال الأطلسي، هو حلف عسكري دولي  على أساس حلف شمال الاطلسي الذي تم التوقيع عليه في 4 أبريل 1949.